# Mimoúrovňová křižovatka

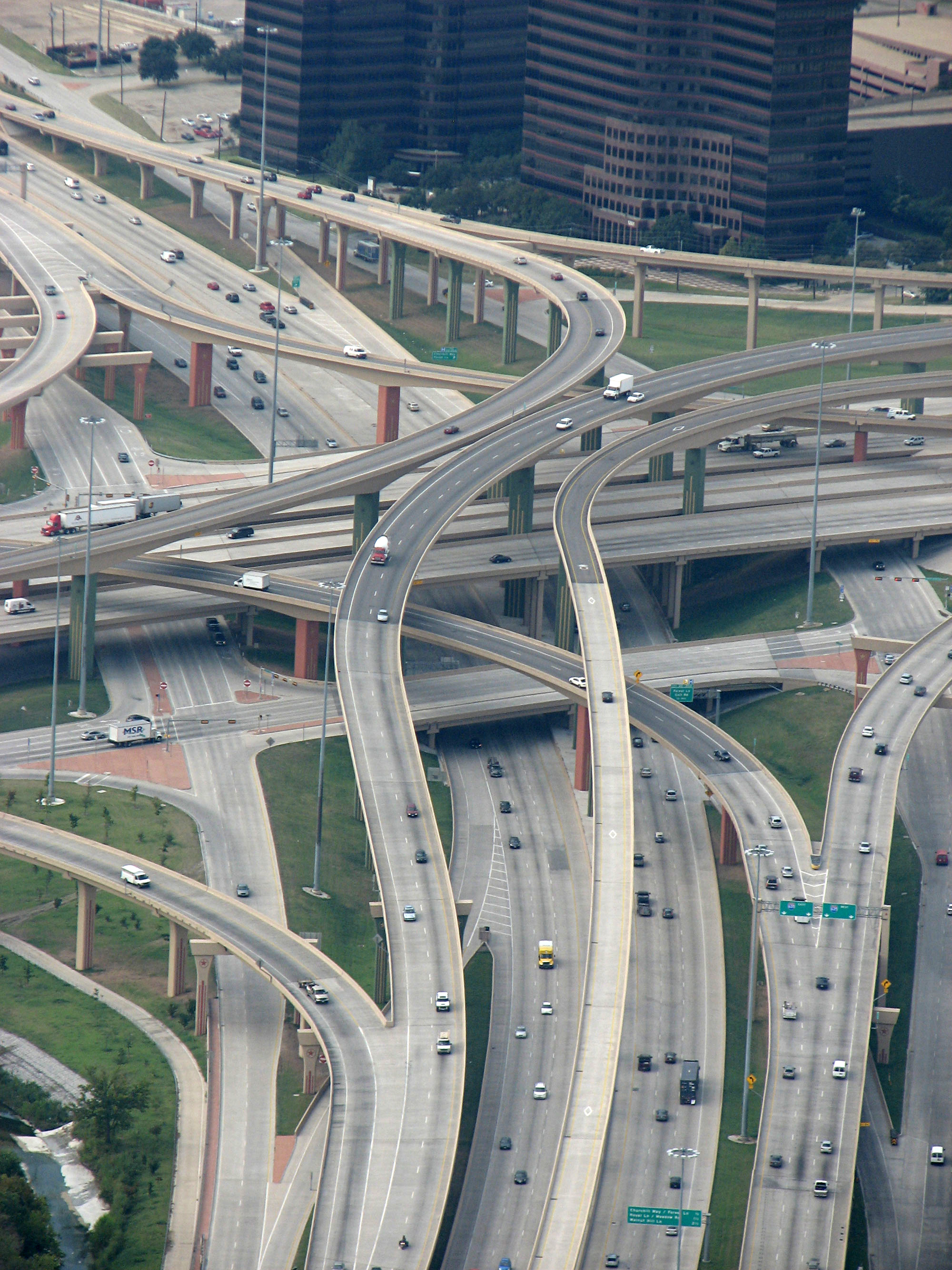
Pětiúrovňová křižovatka v Dallasu ve Spojených státech amerických

Mimoúrovňová křižovatka (zkratka MÚK) je křižovatka, kde se jednotlivé proudy vykříží v různých výškových úrovních a snižuje se počet kolizních bodů. Mimoúrovňová křižovatka tedy umožňuje, aby jak vozidla jedoucí rovně, tak i vozidla odbočující doprava a vozidla odbočující doleva mohla projet křižovatkou, aniž by musela zastavit a dát přednost v jiném směru křižovatku projíždějícím vozidlům.
Mimoúrovňové křižovatky zajišťují veškerá křížení na dálnicích a silnicích pro motorová vozidla, neboť pro tyto typy komunikací platí požadavek vyloučení všech křižných bodů a zajištění oddělených míst pro nájezd a výjezd. Volitelně se mimoúrovňové křižovatky používají i na ostatních typech komunikací, zejména na silnicích I. třídy, které nejsou silnicemi pro motorová vozidla, a to zpravidla v místech, kde je nebo se očekává větší dopravní vytížení, případně v místech, kde jsou vhodné výškové poměry.

## Popis mimoúrovňové křižovatky

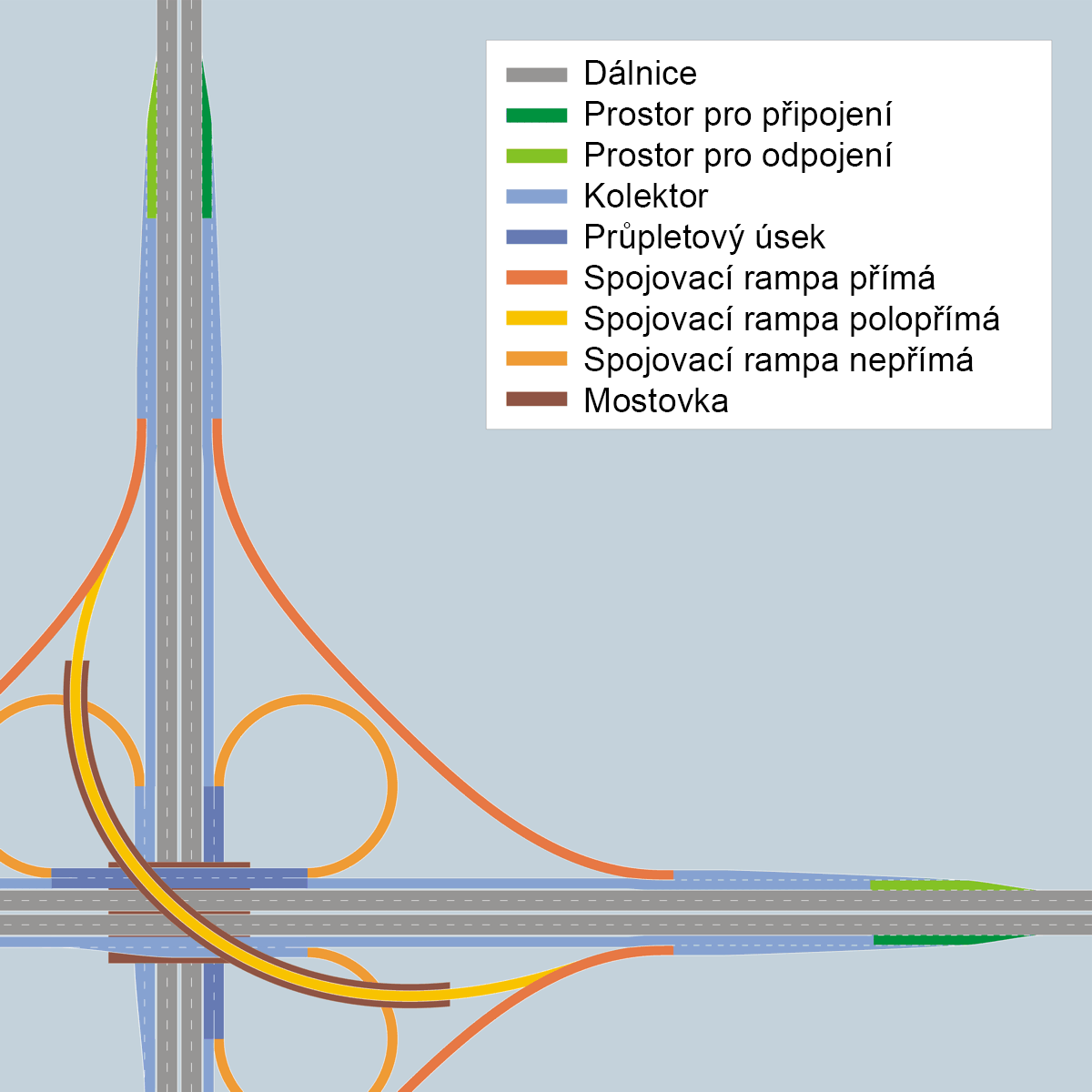
Části mimoúrovňové křižovatky

Mimoúrovňová křižovatka je komplexní stavební dílo tvořené několika součástmi.

### Křížící se komunikace
Mimoúrovňová křižovatka je místem, kde se kříží dvě nebo více komunikací. Ačkoliv se na mimoúrovňové křižovatce mohou křížit komunikace z kterékoliv kategorie, tak je užití mimoúrovňového křížení nejběžnější u dálnic a silnic I. třídy. Jen výjimečně se užívá mimoúrovňového křížení na silnicích nižších kategorií.
Křížící se komunikace představují v místě křižovatky hlavní dopravní tahy. Zpravidla jsou mimoúrovňové křižovatky projektovány a stavěny tak, aby přímým směrem vedla ta komunikace, po které se přijíždí, a zároveň tedy, aby odbočení přicházelo v úvahu právě tehdy, má-li být na křižovatce změněn směr jízdy (tj. tehdy, kdy řidič chce pokračovat do jiného cíle, než do kterého vede komunikace, po které ke křižovatce přijel). Existují ale i takové mimoúrovňové křižovatky, u nichž mění křížící se komunikace své označení. U těchto křižovatek naopak platí, že při jízdě přímým směrem dojde ke změně komunikace, aniž by se odbočilo, tedy, že komunikace za křižovatkou pokračuje do jiného cíle než komunikace před křižovatkou. Naopak, pokud má být na křižovatce zachován stejný cíl, je nutné odbočit. Tyto křižovatkou se pro tuto svou zvláštnost nazývají TOTSO křižovatky (z angl. turn off to stay on, neboli odboč, abys zůstal).

### Prostor pro odpojení a pro připojení
Prostor pro odpojení je místo, kde se od hlavní komunikace odpojuje odbočovací pruh, který následně přechází ve spojovací rampu, případně kolektor. Prostorem pro připojení se zase rozumí místo, kde se připojovací pruh od připojující se rampy, případně kolektor, připojuje k hlavní komunikaci.

### Kolektor
Jako kolektor se označuje jízdní pruh, který je stavebně oddělen od jízdních pruhů křížící se komunikace a na kterém probíhá vlastní odbočování a připojování. Jednotlivé rampy se totiž neodpojují přímo z hlavní komunikace, nýbrž až z odděleného kolektoru, čímž je jednak dán prostor k pomalejšímu průjezdu křižovatkou pro odbočující a připojující vozidla, aniž by byla omezena vozidla projíždějící křižovatkou po hlavní komunikaci přímo, jednak je zvýšena bezpečnost provozu, neboť nehrozí, že připojující nebo odbočující vozidla přejedou na hlavní komunikaci dříve, než se kolektor připojuje.

### Průpletový úsek

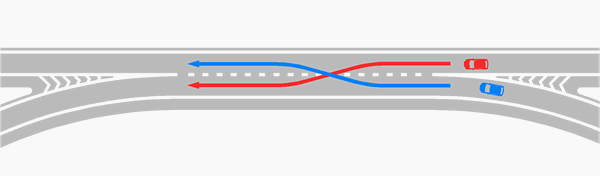
Schéma průpletu

Jako průpletový úsek se označuje část kolektoru od místa, kde se k němu připojuje jedna vratná rampa a přechází v druhý jízdní pruh, do místa, kde se druhý jízdní pruh zase odpojuje a přechází v druhou vratnou rampu. Na tomto úseku dochází k tzv. průpletu, tedy ke změnám směru jízdy jednotlivých přijíždějících vozidel. Vozidla přijíždějící po kolektoru totiž přejíždějí do pravého pruhu, aby mohla najet na odpojující se vratnou rampu, zatímco vozidla přijíždějící po připojující se vratné rampě zase přejíždějí do levého pruhu, aby dále pokračovala po kolektoru a následně se připojila na hlavní komunikaci.
Průpletový úsek s sebou nese nevýhody, a to omezenou kapacitu vozidel, což může v extrémních případech vytížení vést až ke vzniku kolon, a snížení bezpečnosti provozu, neboť v průpletovém úseku dochází při vykřížení ke zkrácení bezpečných rozestupů mezi vozidly.

### Spojovací rampy

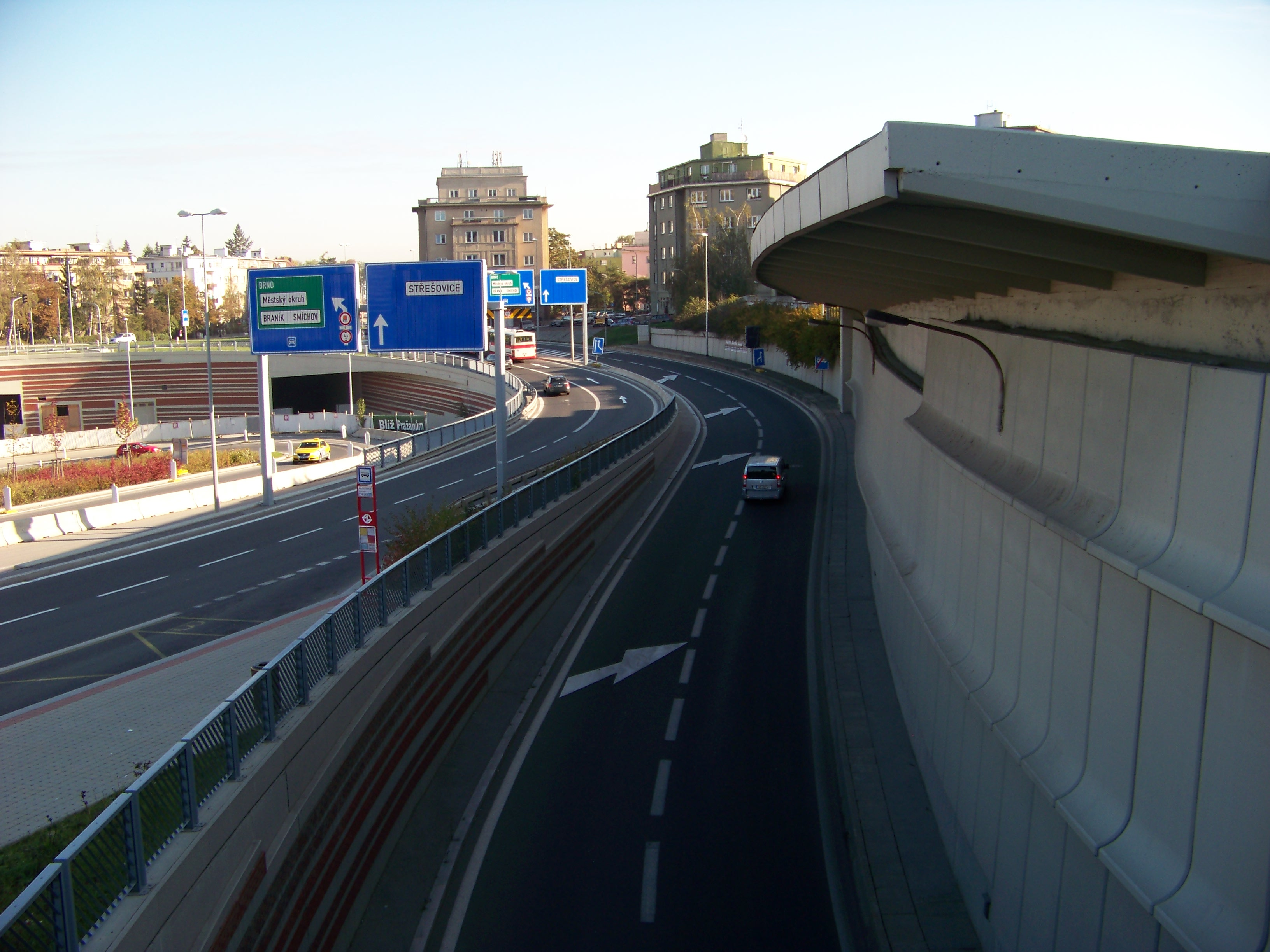
Spojovací rampa na mimoúrovňové křižovatce Malovanka v Praze

Spojovací rampy propojují jednotlivé křížící se komunikace. Jejich prostřednictvím jsou realizována jednotlivá odbočení. Rozlišuje se několik typů spojovacích ramp:
- přímé (direktní, též označovány jako tangenty): slouží k odbočení vpravo nebo k odbočení na kruhový objezd
- polopřímé (semidirektní): slouží k odbočení vlevo, přičemž po odpojení se stáčí vlevo
- nepřímé (indirektní, vratné): slouží k odbočení vlevo, přičemž po odpojení se stáčí vpravo

### Mostovka
Vlastní mimoúrovňové vykřížení jednotlivých dopravních směrů se děje pomocí mostních konstrukcí. Ty vytváří další úrovně (tzv. patra) křižovatky, v nichž se mohou jednotlivé dopravní směry vykřížit. Počet úrovní (pater) k vykřížení všech směrů je různý a je závislý na počtu křížících se komunikací a na zvoleném typu provedení křižovatky.
Mostní konstrukce jsou konstrukčně nejnáročnější (a též i nejdražší) součásti mimoúrovňové křižovatky. Představují proto i často zohledňovanou skutečnost při volbě konkrétního typu provedení křižovatky.

## Typy mimoúrovňových křižovatek

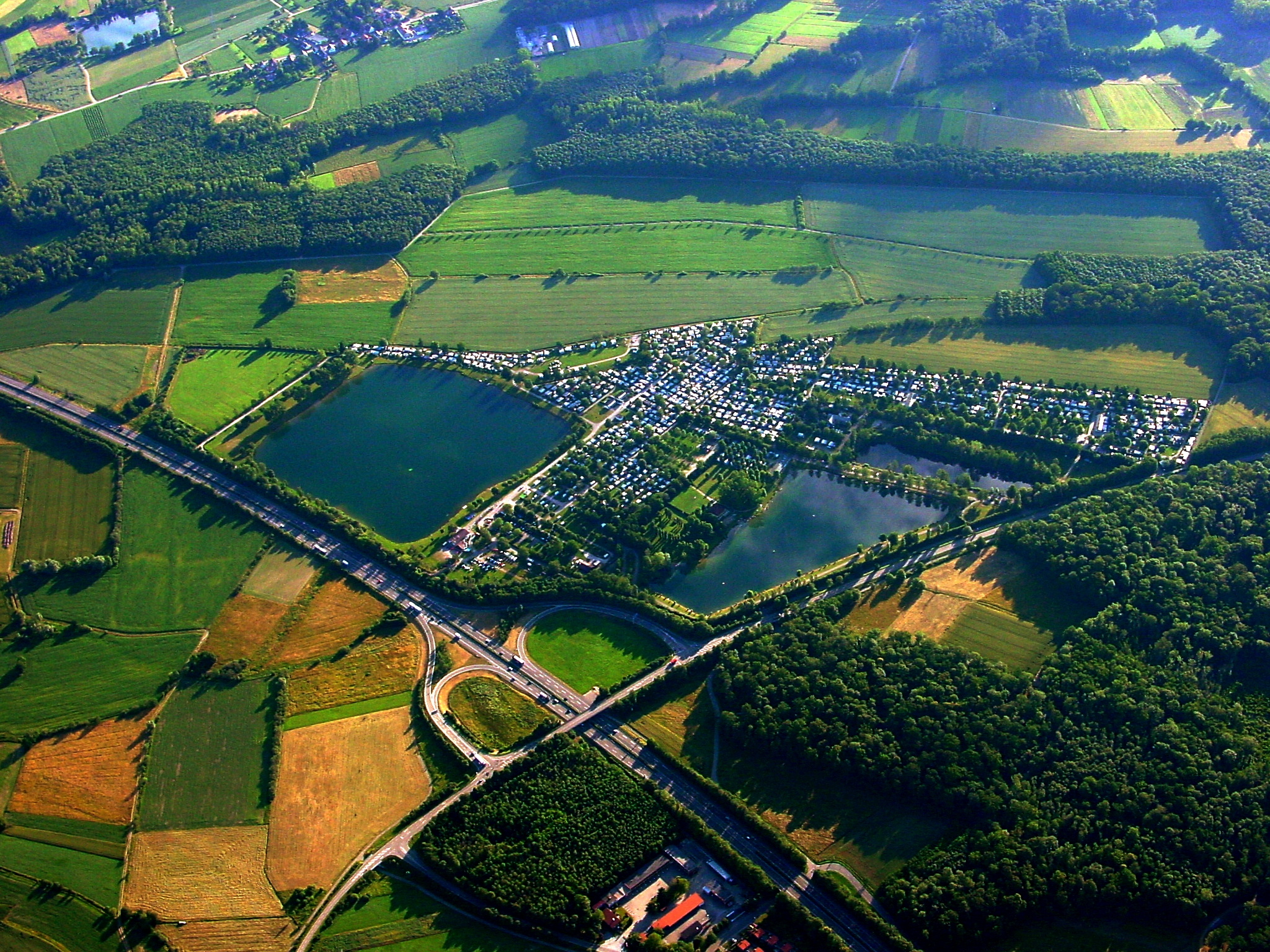
Dálniční sjezd na dálnici A 5 v Německu u Freiburgu provedený v podobě polovičního čtyřlístkového typu

Mimoúrovňová křižovatka může mít mnoho podob. Ty se navzájem liší jak podstatnými prvky, jako je počet úrovní s křižnými body nebo počet ramen, tak i prvky spíše doplňujícími, jako je typ použité rampy pro konkrétní relaci. Těmto rozdílům odpovídají rozdíly ve výhodách a nevýhodách každé jednotlivé podoby, a to co do nároků na prostor, náročnosti a nákladů na výstavbu, ale i bezpečnost, plynulost a rychlost průjezdu.
Pro tuto mnohost jsou jednotlivé typizované podoby systematicky setříděny. Možností, jak jednotlivé typy mimoúrovňových křižovatek třídit, je několik. V české odborné literatuře se lze setkat například s dělením podle toho, jestli mimoúrovňová křižovatka obsahuje průpletový úsek nebo nikoli:
- mimoúrovňová křižovatka s křižnými kolizními body
  - osmičkový typ
  - deltovitý typ
  - kosodélníkový typ
- mimoúrovňová křižovatka s průpletovými úseky (s vyloučením křižných bodů)
  - srdcovitý typ
  - čtyřlístkový typ
  - trojlístkový typ
  - dvojlístkový typ
  - prstencový typ
- mimoúrovňová křižovatka bez průpletových úseků (s vratnými větvemi a s vyloučením křižných bodů)
  - trubkovitý typ
  - sdružený trubkovitý typ
  - trubkovitý dvojlístkový typ
- mimoúrovňová křižovatka útvarová (bez křižných bodů, průpletů a vratných větví)
  - rozštěpový typ
  - spirálový typ
  - turbínový typ
  - hvězdicový typ

V německé odborné literatuře je obvyklé dělení podle toho, jestli je mimoúrovňová křižovatka tříramenná nebo čtyř- a víceramenná:
- mimoúrovňová křižovatka s křižnými kolizními body
  - mimoúrovňové křižovatky s křižnými body na všech úrovních
  - mimoúrovňové křižovatky s křižnými body jen na některých úrovních
    - kosodélníkový typ
    - poloviční čtyřlístkový typ
      - klasická varianta
      - diagonální varianta
- mimoúrovňová křižovatka bez křižných kolizních bodů
  - tříramenné mimoúrovňové křižovatky (tzv. trojúhelníky)
    - trojúhelníkový typ
      - varianta Y
      - varianta T

    - trubkovitý typ
    - hruškovitý typ
    - nedokončený čtyřlístkový typ
      - srdcovitá varianta
      - provizorní trubkovitá varianta

  - čtyř- a víceramenné mimoúrovňové křižovatky (tzv. křížení)
    - čtyřlístkový typ
    - typ maltézského kříže
    - turbínový typ
    - větrníkový typ
    - prstencový typ
    - sdružený trubkovitý typ
    - kvadrantní typ

V tomto článku je při popisu jednotlivých typů mimoúrovňových křižovatek použito německé třídění.

## Křižovatky s křižnými body

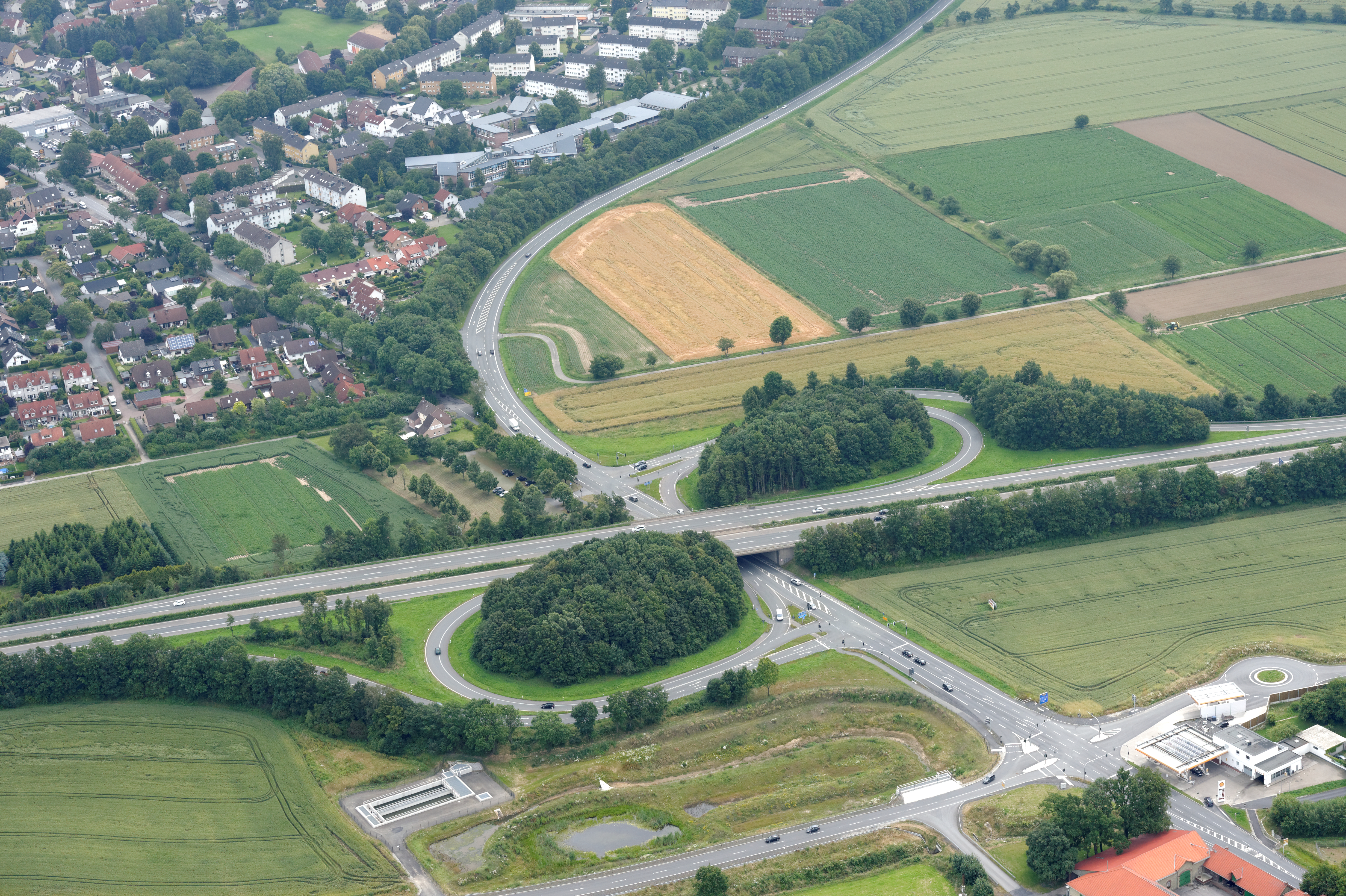
Příklad mimoúrovňové křižovatky s křižnými body: dálniční sjezd na dálnici A 445 u Werlu provedený v podobě polovičního čtyřlístkového typu

Jednodušší jsou mimoúrovňové křižovatky s křižnými body. Jsou to takové mimoúrovňové křižovatky, na nichž se sice vlastní křížící se komunikace kříží mimoúrovňově, ale alespoň na jedné úrovni křižovatky jsou rampy napojeny na hlavní komunikaci pro oba jízdní směry úrovňově, pročež na této úrovni vznikají křižné body. Tyto mimoúrovňové křižovatky umožňují mimoúrovňové vykřížení vozidel jedoucích po hlavních komunikacích, avšak obsahují alespoň na jedné úrovni úrovňové křížení vozidel jedoucích po hlavní komunikaci a vozidel z této hlavní komunikace odbočující na rampu vedoucí na druhou hlavní komunikaci, resp. vozidel na tuto hlavní komunikaci se připojujících.
Výhodou mimoúrovňových křižovatek s křižnými body oproti klasické úrovňové křižovatce je ten, že sice nedochází k úplnému odstranění všech úrovňových křížení, tedy i křižných bodů, ale úrovňově se kříží pouze vozidla jedoucí po jedné hlavní komunikaci s vozidly z této komunikace odbočující a vozidly na tuto komunikaci se připojující. Vozidla jedoucí po hlavních komunikacích a neodbočujících se kříží mimoúrovňově.
Podle toho, na kolika úrovních se nacházejí křižné body, lze mimoúrovňové křižovatky s křižnými body dále dělit. Rozlišují se proto mimoúrovňové křižovatky s křižnými body na všech úrovních a mimoúrovňové křižovatky s křižnými body pouze na některých úrovních.

### Křižovatky s křižnými body na všech úrovních
Stavebně nejjednodušší mimoúrovňovou křižovatkou je mimoúrovňová křižovatka, která má křižné body na všech úrovních (patrech). Její podoba je taková, že všechny komunikace křížící se mimoúrovňově jsou spojeny krátkou obousměrně projížděnou spojkou, přičemž tato spojka se se všemi hlavními křížícími komunikacemi kříží již úrovňově. Ve srovnání s klasickou úrovňovou křižovatkou je u tohoto typu mimoúrovňové křižovatky odstraněno pouze úrovňové křížení vozidel jedoucích po hlavních komunikacích přímo. Výhodou tohoto typu křížení je, že se eliminují některá úrovňová křížení.
Tento typ mimoúrovňové křižovatky je vhodný v situacích, kdy se předpokládá výrazně převažující dopravní vytížení jen v přímých směrech křížených komunikací a současně minimální vytížení spojovacích ramp.
Příklady tohoto typu mimoúrovňové křižovatky:
- v Česku:
  - mimoúrovňová křižovatka silnice I/3 s ulicí Konopišťská v Benešově (49°46′49″ s. š., 14°40′30″ v. d.)
  - mimoúrovňová křižovatka silnic I/50 a I/54 ve Slavkově u Brna (49°8′47″ s. š., 16°52′39″ v. d.)
  - mimoúrovňová křižovatka silnice I/57 a I/69 ve Vsetíně (49°20′1″ s. š., 17°59′14″ v. d.)
  - mimoúrovňová křižovatka ulice Žebětínská a Libušiny třídy v Brně (49°11′46″ s. š., 16°32′2″ v. d.)
- v Německu:
  - mimoúrovňová křižovatka spolkové silnice B 39 a Malschenberger Straße v Rauenbergu (49°15′53″ s. š., 8°41′57″ v. d.)
  - mimoúrovňová křižovatka spolkové silnice B 12 a Perlechsreuter Straße v Röhrnbachu (48°44′46″ s. š., 13°30′58″ v. d.)
- v Rakousku:
  - mimoúrovňová křižovatka spolkové silnice B1 a Timelkamer Straße u Timelkamu (47°59′44″ s. š., 13°36′52″ v. d.)

### Křižovatky s křižnými body jen na některých úrovních

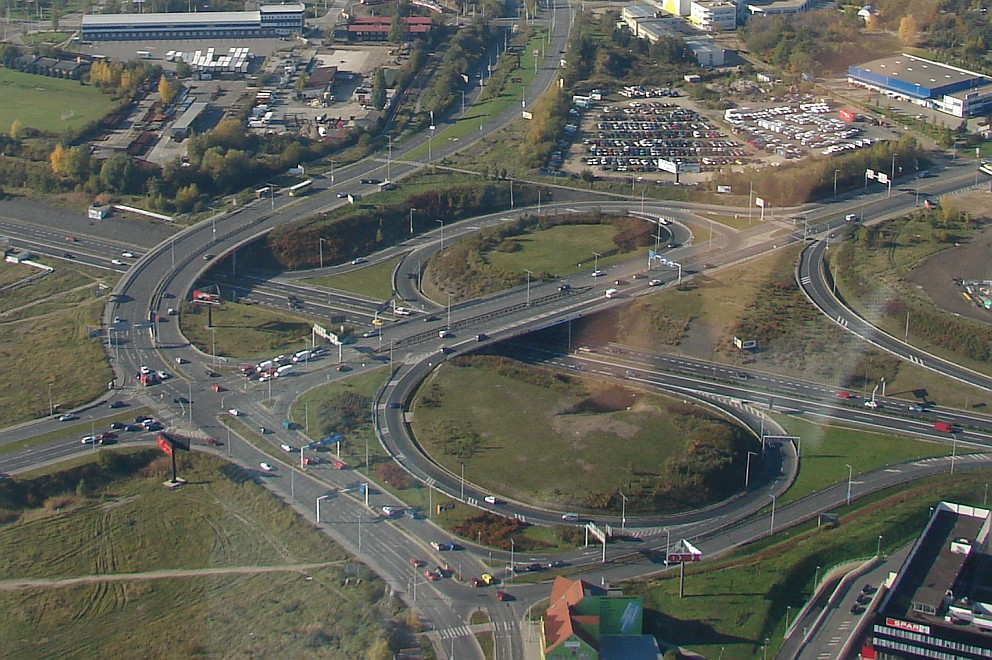
Příklad mimoúrovňové křižovatky s křižnými body jen na některých úrovních - křížení Šterboholské radiály s ulicemi Průmyslová a Černokostelecká

Pokročilejší jsou mimoúrovňové křižovatky s křižnými body jen na některých úrovních. Alespoň na jedné jejich úrovni se totiž nenachází žádné úrovňové křížení. Na této úrovni tudíž mají tyto mimoúrovňové křižovatky všechny jízdní pruhy od sebe navzájem odděleny. Proto umožňují, aby vozidlo přijíždějící po té komunikaci, u níž jsou na křižovatce všechny křižné body odstraněny, mohlo na této úrovni křižovatky plynule pokračovat v libovolném směru, aniž by muselo dávat jinému projíždějícímu vozidlu přednost, avšak na úrovních, na nichž se křižné body nachází, již dochází ke křížení, i když jen ke křížení vozidel přímo jedoucích, odbočujících a připojujících; ke křížení s vozidly jedoucími přímo po jiné křížící se komunikaci nedochází.
Na úrovni, na které jsou odstraněny všechny křižné body, se výrazně snižuje riziko vzniku dopravní nehody a vzniku kolon z důvodu dávání přednosti a je umožněno přímé projetí křižovatkou po komunikaci relativně vysokou rychlostí, avšak na úrovních, na kterých se křižné body nacházejí, tyto výhody neplatí, pročež může docházet i k částečnému přenosu těchto nevýhod do ostatních úrovní (například vznik kolon na spojovacích rampách z důvodu dávání přednosti na úrovňovém křížení).
Mimoúrovňové křižovatky s křižnými body jen na některých úrovních mohou mít dvě základní podoby. Ty pak mají zpravidla několik variant v závislosti na provedených úpravách.

#### Kosodélníkový typ

Mimoúrovňová křižovatka kosodélníkového typu

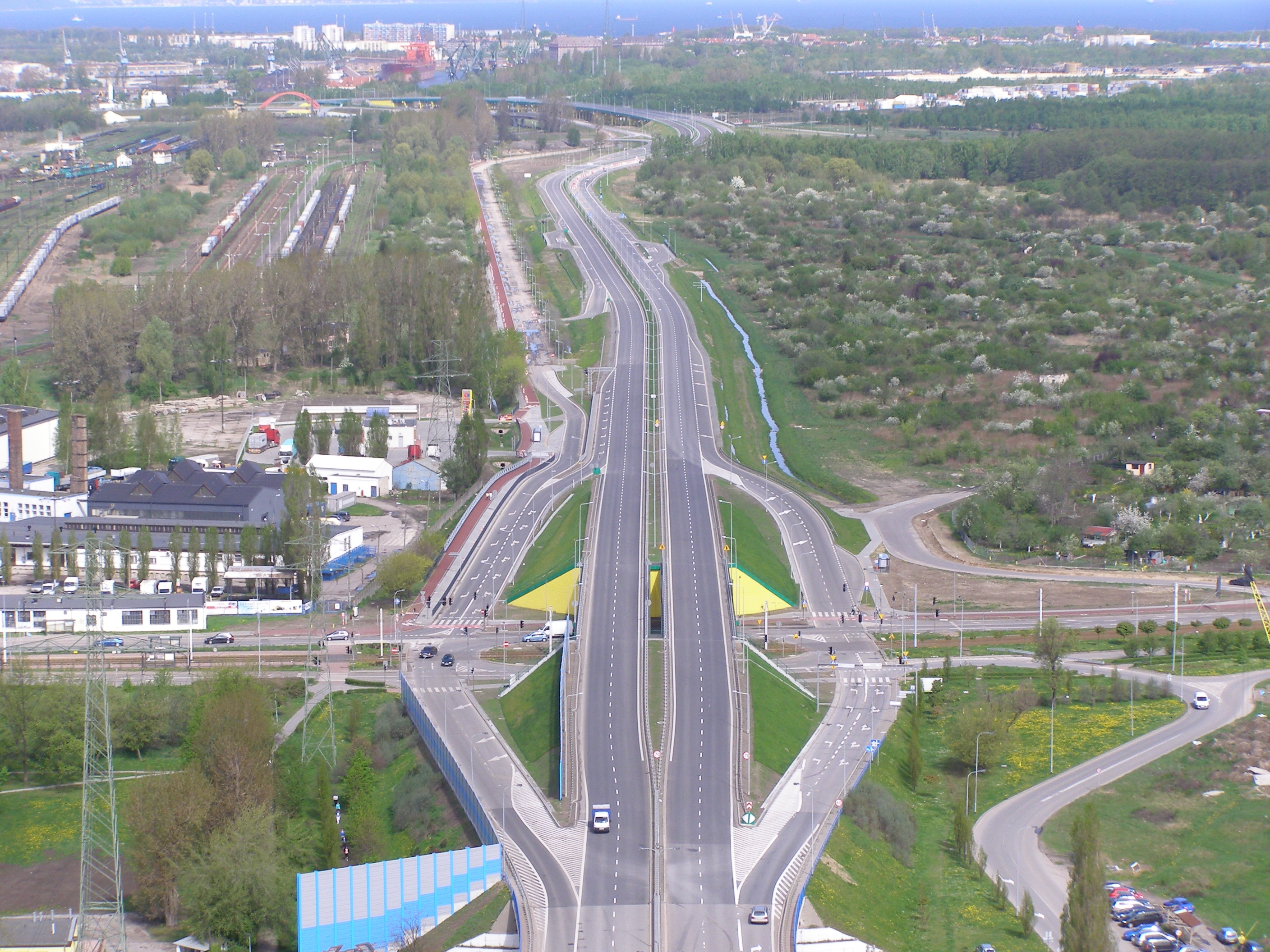
Příklad mimoúrovňové křižovatky kosodélníkového typu v Gdańsku v Polsku

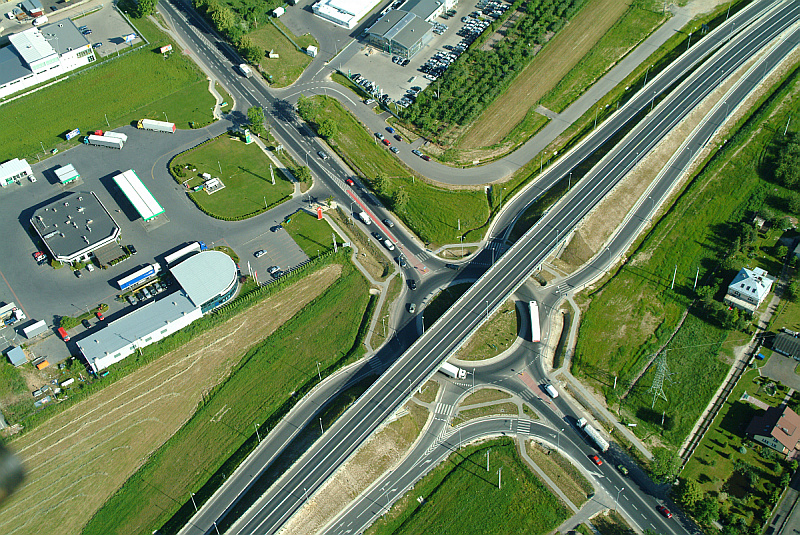
Příklad mimoúrovňové křižovatky kosodélníkového typu ve Stjadlech v Polsku

Pro kosodélníkový typ mimoúrovňové křižovatky je charakteristické, že pro spojení obou křížících se komunikací jsou využity čtyři přímé rampy. Na úrovni, kde se nachází úrovňové křížení, se tyto rampy připojují z obou stran komunikace (na rozdíl od polovičního čtyřlístkového typu). Výhodou tohoto typu je výrazná prostorová nenáročnost, neboť v základní podobě jsou připojovací rampy vedeny blízko křižících se komunikací. Další výhodou je výlučné použití přímých ramp, které umožňují vyšší průjezdní rychlost.
Kosodélníkový typ je vhodný zejména v situacích, kde je v místě křížení dvou komunikací omezený prostor (typicky v městské zástavbě).
Úpravy
Základní podoba kosodélníkového typu mimoúrovňové křižovatky se dočkala několika úprav, které měly za cíl zvýšit bezpečnost průjezdu křižovatkou a snížení počtu křižných bodů.
První úpravou je zakřivení a s tím související prodloužení přímých spojovacích ramp. Touto úpravou se dosahuje zpomalení vozidel projíždějících po rampách. Použití přímých ramp s sebou přináší možnost vyšší průjezdní rychlosti po těchto rampách, ovšem na druhou stranu se tato výhoda může stát i nebezpečnou, a to tehdy, pokud se na přímou rampu najíždí ze silnice, na které je povolena vyšší rychlost a končí úrovňovým křížením. Při delší jízdě vyšší rychlostí totiž řidič ztrácí povědomí o tom, jak vysokou rychlostí opravdu jede, což může vést k tomu, že najede na odbočovací rampu v příliš vysoké rychlosti a nestihne vozidlo ubrzdit včas před úrovňovým křížením. Mírné zakřivení rampy upozorní řidiče včas na to, jakou rychlostí rampou projíždí.
Další úpravou je nahrazení úrovňových křižovatek kruhovými objezdy. Touto úpravou se odstraní několik křižných bodů a zejména odbočení vlevo.
Jinou úpravou, kterou lze eliminovat odbočení vlevo na úrovni s úrovňovým křížením, je přidání dalších ramp. Tyto rampy zajistí, aby pro odbočení vlevo nebylo nutné odbočit vlevo i na úrovňové křižovatce a tím zkřížit většinu ostatních směrů na křižovatce, nýbrž aby stačilo odbočit vpravo, přičemž překonání jízdního protisměru bude provedeno mimoúrovňově. Tato úprava však již tento typ mimoúrovňové křižovatky značně přibližuje k mimoúrovňovým křižovatkám bez křižných bodů.
Příklady tohoto typu mimoúrovňové křižovatky:
- v Česku:
  - dálniční sjezd Nové Sedlo na dálnici D6 (50°12′2″ s. š., 12°44′39″ v. d.)
  - dálniční sjezd Sokolov na dálnici D6 (50°9′53″ s. š., 12°40′20″ v. d.)
  - dálniční sjezd Tuřice na dálnici D10 (50°14′56″ s. š., 14°45′14″ v. d.)
  - mimoúrovňová křižovatka ulic Ostravská a Černovická v Brně (49°11′25″ s. š., 16°38′55″ v. d.)
- v Německu:
  - dálniční sjezd Ehrenfeld na dálnici A 57 (50°57′35″ s. š., 6°55′41″ v. d.)
  - dálniční sjezd Hamburg-Bahrenfeld na dálnici A 7 (53°33′54″ s. š., 9°53′59″ v. d.)
  - dálniční sjezd Hohenzollerndamm na dálnici A 100 (52°29′16″ s. š., 13°18′2″ v. d.)
  - dálniční sjezd Wesseling na dálnici A 555 (50°48′30″ s. š., 6°59′27″ v. d.)
  - mimoúrovňová křižovatka spolkové silnice B 39 a Speyerer Straße v Mühlhausenu (49°15′ s. š., 8°42′37″ v. d.)
- v Rakousku:
  - dálniční sjezd Sattledt na dálnici A1 (48°4′26″ s. š., 14°3′0″ v. d.)
  - dálniční sjezd Villach-Ossiachersee na dálnici A10 (46°39′2″ s. š., 13°52′20″ v. d.)
  - dálniční sjezd Wolkersdorf-Süd na dálnici A5 (48°22′18″ s. š., 16°29′17″ v. d.)

#### Poloviční čtyřlístkový typ

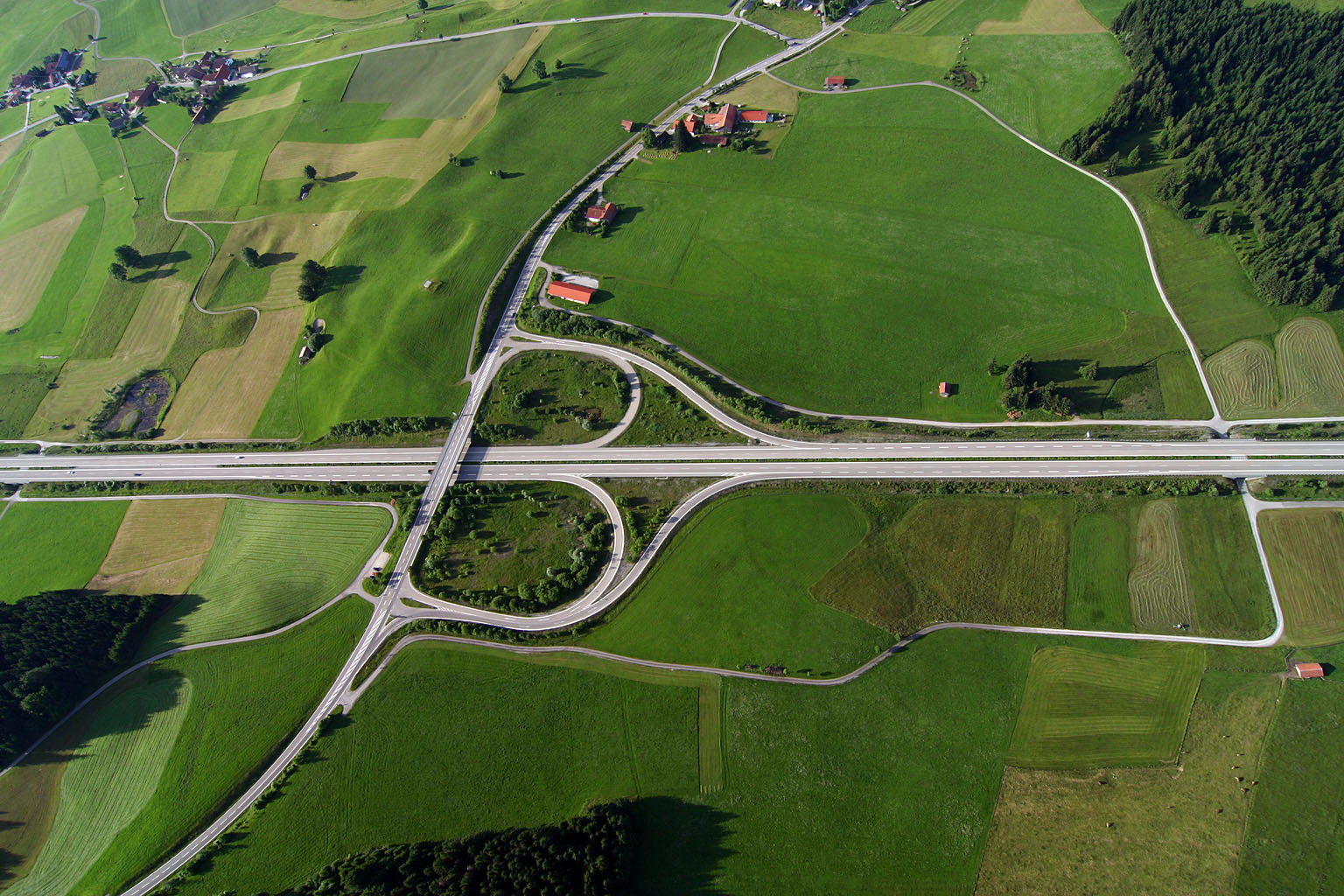
Dálniční nájezd polovičního čtyřlístkového typu na dálnici A 7 v Německu u Nesselwangu

Mimoúrovňová křižovatka polovičního čtyřlístkového typu v klasické variantě

Minoúrovňová křižovatka polovičního čtyřlístkového typu v diagonální variantě

Pro tento typ mimoúrovňové křižovatky je příznačné, že pro spojení obou křížících se komunikací jsou využity dvě přímé rampy a dvě nepřímé rampy. Tato volba se projevuje v podobě úrovňového křížení, neboť obě rampy se k hlavní komunikaci připojují ze stejné strany (na rozdíl od kosodélníkového typu). Výhodou tohoto typu je prostorové uspořádání; všechny rampy se totiž nacházejí jen ve dvou kvadrantech křižovatky. Za výhodu lze rovněž považovat volnou jednu stranu jedné z křížících se komunikací v případě klasické varianty, což umožňuje vést podél této komunikace například chodník, cyklostezku nebo tramvajový pás. Nevýhodou je nutnost užití nepřímých ramp, které na rozdíl od přímých a polopřímých umožňují nižší průjezdní rychlost.
U tohoto typu se rozlišují dvě varianty provedení. Mezi sebou se liší v tom, ve kterých kvadrantech křižovatky se nacházejí spojovací rampy. O klasickou variantu jde, pokud se spojovací rampy nacházejí ve dvou spolu přímo sousedících kvadrantech, zatímco pokud se k umístění spojovacích ramp použijí kvadranty, které spolu přímo nesousedí, jde o diagonální variantu. Klasická varianta bývá též někdy označována jako deltovitý typ a diagonální varianta jako osmičkový typ.
Poloviční čtyřlístkový typ je vhodným typem provedení mimoúrovňové křižovatky tehdy, pokud je v místě křížení omezený volný prostor a pro umístění spojovacích ramp nelze použít všechny kvadranty.
Úpravy
Základní podoba polovičního čtyřlístkového typu prošla několika úpravami, které měly za cíl především ještě více redukovat úrovňová křížení.
Jednou z úprav je úprava úrovňového zaústění ramp, kdy jsou úrovňové křižovatky nahrazeny kruhovými objezdy. Tím se dosáhne snížení počtu kolizních bodů a zejména i odstranění levého odbočení.
Další možností je přidání dalších ramp tak, aby se eliminovalo odbočení vlevo u vozidel odbočujících na spojující rampy. Každý jízdní směr totiž bude mít i na komunikaci s úrovňovým křížením vlastní rampy na odbočení, které se budou od komunikace odpojovat směrem vpravo. Tato úprava již přibližuje křižovatku k mimoúrovňovým křižovatkám bez křižných bodů.
Příklady tohoto typu mimoúrovňové křižovatky:
- v Česku:
  - dálniční sjezd Jesenice na dálnici D0 (49°57′44″ s. š., 14°31′24″ v. d.)
  - dálniční sjezd Rudná na dálnici D5 (50°1′31″ s. š., 14°12′18″ v. d.)
  - dálniční sjezd Všechromy na dálnici D1 (49°56′45″ s. š., 14°39′4″ v. d.)
  - dálniční sjezd Žiželice na dálnici D7 (50°23′3″ s. š., 13°33′15″ v. d.)
  - mimoúrovňová křižovatka silnic I/3 a II/603 u Čerčan (49°50′49″ s. š., 14°40′51″ v. d.)
  - mimoúrovňová křižovatka silnic I/2 a II/101 v Říčanech (50°0′6″ s. š., 14°39′47″ v. d.)
  - mimoúrovňová křižovatka silnic I/20 a II/178 u Seče (49°35′ s. š., 13°30′10″ v. d.)
  - mimoúrovňová křižovatka Prosecké radiály a ulice Vysočanská v Praze (50°7′43″ s. š., 14°29′9″ v. d.)
- v Německu:
  - dálniční sjezd Dossenheim na dálnici A5 (49°26′56″ s. š., 8°38′47″ v. d.)
  - dálniční sjezd Erlangen-West na dálnici A3 (49°37′43″ s. š., 10°55′6″ v. d.)
  - dálniční křižovatka Herrieden na dálnici A6 (49°15′38″ s. š., 10°30′12″ v. d.)
  - dálniční sjezd Wunstorf-Luthe na dálnici A2 (52°24′42″ s. š., 9°30′52″ v. d.)
- v Rakousku:
  - dálniční sjezd Allhaming na dálnici A1 (48°9′15″ s. š., 14°9′25″ v. d.)
  - dálniční sjezd Bruck/Leitha-West na dálnici A4 (48°2′39″ s. š., 16°45′27″ v. d.)
  - dálniční sjezd Müllendorf na dálnici A3 (47°49′55″ s. š., 16°27′23″ v. d.)
  - dálniční sjezd Salzburg-Flughafen na dálnici A1 (47°47′45″ s. š., 12°59′8″ v. d.)

## Křižovatky bez křižných bodů
Nejdokonalejší jsou mimoúrovňové křižovatky bez křižných bodů. Jedná se o takové mimoúrovňové křižovatky, na nichž se nenachází na žádné jejich úrovni žádné úrovňové křížení, a na nichž jsou tedy všechny jízdní pruhy od sebe navzájem odděleny. Tyto mimoúrovňové křižovatky tudíž umožňují, aby vozidlo přijíždějící na křižovatku z kterékoli strany mohlo touto křižovatkou plynule projet a pokračovat v libovolném směru, aniž by muselo jinému projíždějícímu vozidlu dávat přednost v jízdě.
Absence úrovňových křížení výrazně snižuje riziko dopravní nehody a vzniku kolon z důvodu dávání přednosti v jízdě vozidlům na křížené komunikaci. Současně umožňuje projetí křižovatkou v relativně vyšší rychlosti.
Mimoúrovňové křižovatky bez křižných bodů mohou mít různé podoby.

### Tříramenné mimoúrovňové křižovatky (trojúhelníky)
O tříramennou mimoúrovňovou křižovatku se jedná, pokud se v místě křižovatky sbíhají tři komunikace. Zpravidla jde o případy, kdy jedna komunikace končí zaústěním do jiné (hlavní) komunikace a lze z ní dále pokračovat pouze některým ze směrů této jiné (hlavní) komunikace. Tříramenná mimoúrovňová křižovatka má zpravidla podobu písmene "T" nebo "Y".
Tříramenná mimoúrovňová křižovatka se označuje jako trojúhelník. Sbíhají-li se v ní dálnice, označuje se jako dálniční trojúhelník. V některých státech, např. Německo nebo Švýcarsko, je označení trojúhelník obsaženo přímo v názvu mimoúrovňové křižovatky (Dreieck v Německu, Verzweigung ve Švýcarsku). Naproti tomu v Česku, na Slovensku nebo v Rakousku označení, že jde o trojúhelník, přímo v názvu mimoúrovňové křižovatky obsaženo není.
Podle podoby se rozlišují tři základní typy provedení tříramenné mimoúrovňové křižovatky. K nim se přiřazuje čtvrtý typ, u nějž se jedná o nedokončenou čtyřramennou mimoúrovňovou křižovatku. Každý typ s sebou nese různé výhody a nevýhody co se týče nároků na prostor, nároků a nákladů na výstavbu a rychlost a bezpečnost průjezdu.
Tříramenná mimoúrovňová křižovatka může (v kterémkoliv svém provedení) existovat buď v úplném provedení, tedy, že z každého směru lze pokračovat kterýmkoliv z ostatních směrů, nebo v neúplném provedení, tedy, že alespoň z jednoho směru lze pokračovat pouze jedním ze zbývajících směrů (jedna dvojice ramp chybí). Tříramenná mimoúrovňová křižovatka v neúplném provedení se pro svou podobu též nazývá rozštěpení, Komunikace se totiž z jednoho směru jakoby štěpí do dvou. Jako příklad tříramenné mimoúrovňové křižovatky v neúplném provedení lze uvést dálniční křižovatku Hamburg-Südwest.

#### Trojúhelníkový typ

Mimoúrovňová křižovatka trojúhelníkového typu
nahoře: varianta Y
dole: varianta T

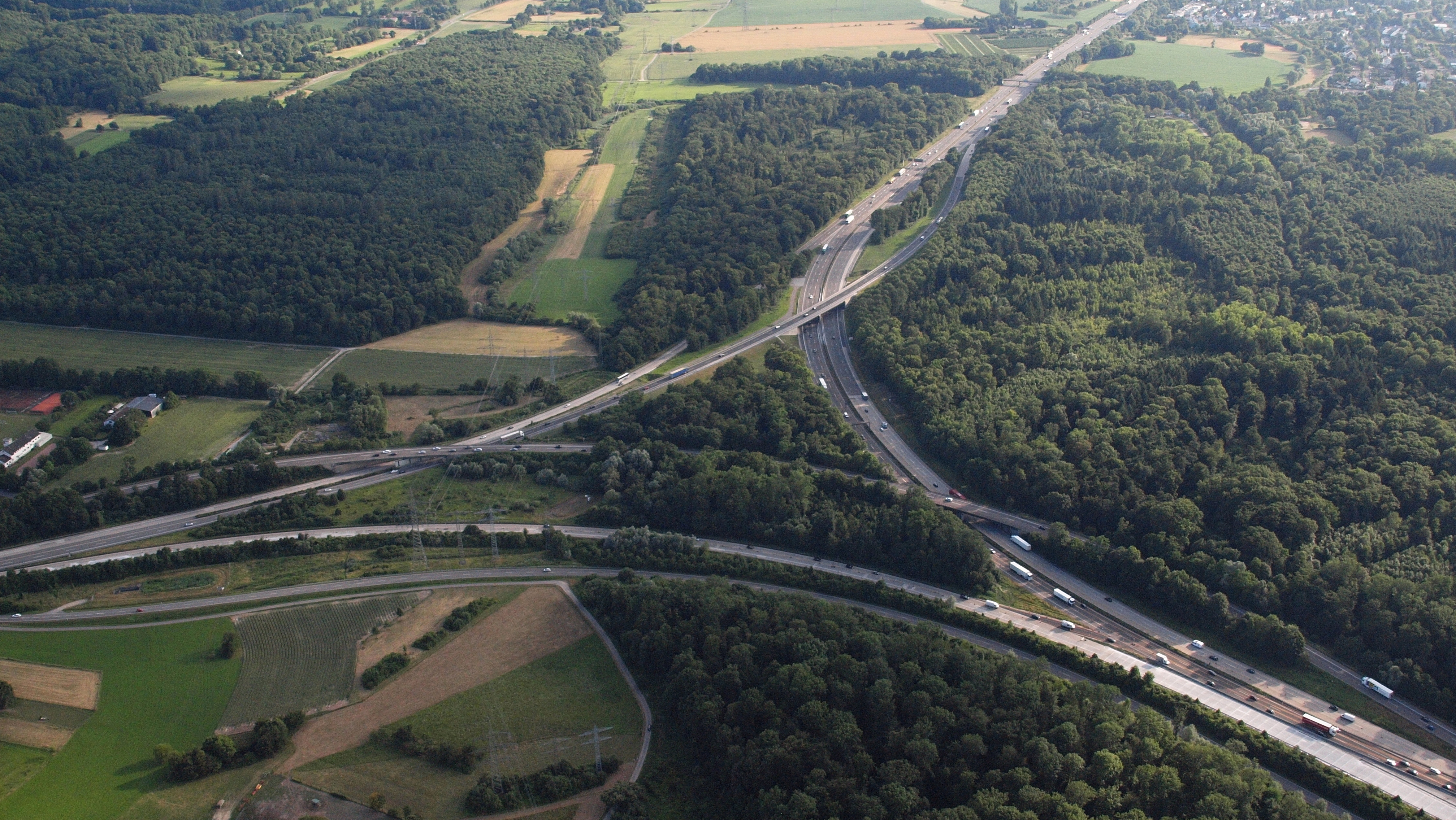
Dálniční křižovatka Karlsruhe

Pro tento typ provedení je charakteristické, že zaúsťující komunikace se napojuje přímou rampou pro pravé odbočení a nepřímou rampou pro levé odbočení. Podoba tohoto trojúhelníku umožňuje použít rampy s větším poloměrem zakřivení, což umožňuje projetí křižovatky ve vysoké rychlosti.
Existují dvě varianty tohoto typu, varianta Y a varianta T. Pro variantu Y je příznačné, že sestává sice ze tří přemostění, ale jen ze dvou úrovní (pater), kdežto varianta T sestává jen ze dvou přemostění, ale zato ze tří úrovní (pater), neboť se na jednom místě kříží jak hlavní komunikace, tak i dvě ramena křižovatky. Trojúhelníkový typ ve variantě T se někdy též označuje jako poloviční maltézský kříž.
Trojúhelníkový typ je vhodným typem provedení tehdy, pokud se předpokládá stejné dopravní vytížení na všech ramenech mimoúrovňové křižovatky, tedy tehdy, pokud se nepředpokládá výrazná převaha jedné konkrétní relace.
Příklady tohoto typu provedení mimoúrovňové křižovatky:
- v Česku:
  - mimoúrovňová křižovatka Třanovice na dálnici D48 (varianta T)
- v Německu:
  - dálniční křižovatka Hochfranken (varianta Y)
  - dálniční křižovatka Karlsruhe (varianta Y)
  - dálniční křižovatka Viernheimer Dreieck (varianta Y)
  - dálniční křižovatka Würzburg-West (varianta Y)
- v Rakousku:
  - dálniční křižovatka Wels (varianta Y)
  - dálniční křižovatka Salcburk (varianta Y)
- na Slovensku:
  - dálniční křižovatka Bratislava-Pečňa (varianta Y)
- v Polsku:
  - dálniční křižovatka Konotopa (varianta Y)
  - dálniční křižovatka Klucz (varianta Y)

#### Trubkovitý typ

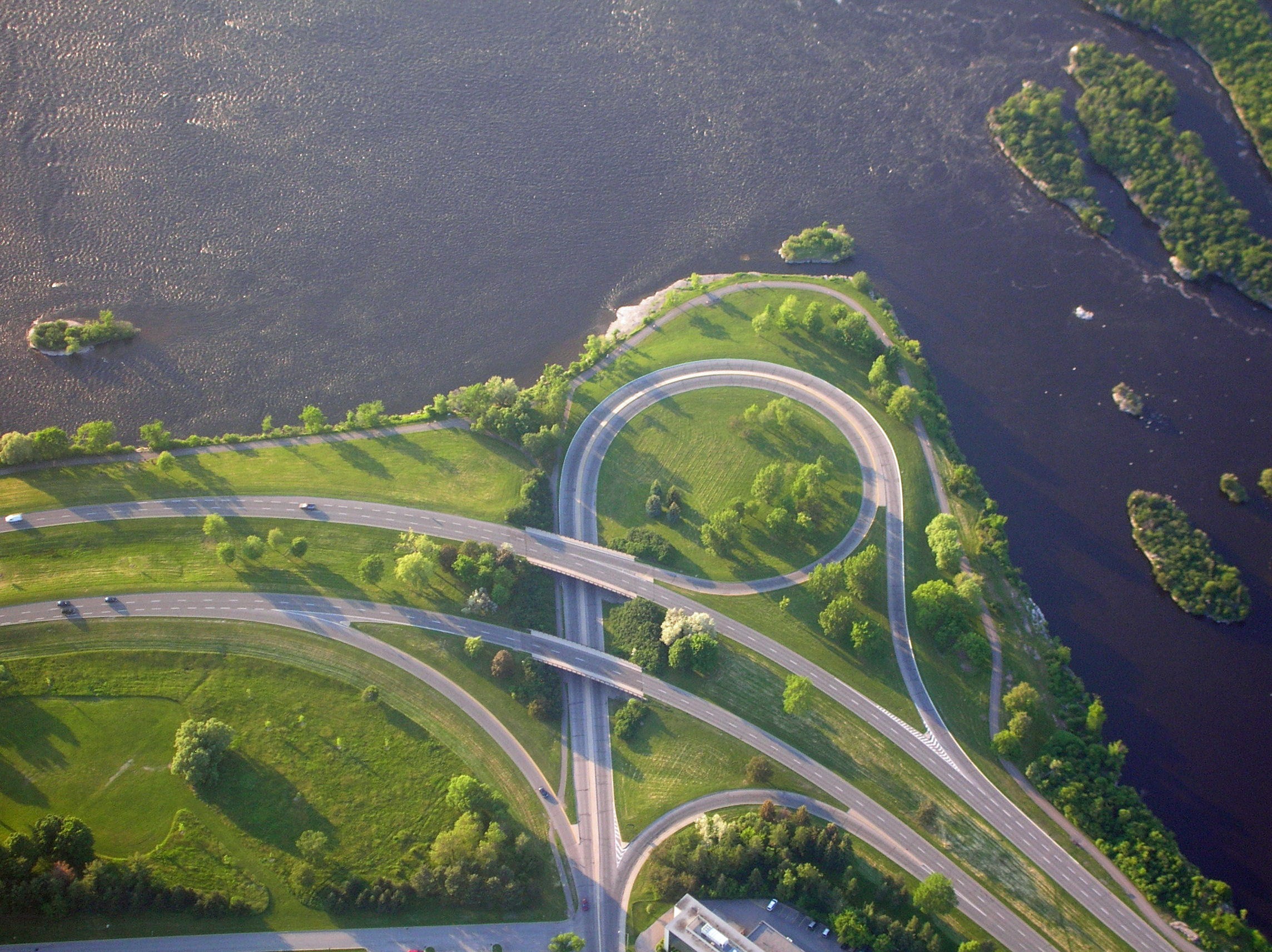
Dálniční křižovatka trubkovitého typu v Ottawě v Kanadě

Nalevo vyvedená mimoúrovňová křižovatka trubkovitého typu

Napravo vyvedená mimoúrovňová křižovatka trubkovitého typu

Pro trubkovitý typ mimoúrovňové křižovatky je charakteristické, že je pro napojení zaúsťující komunikace do hlavní komunikace využita, mimo jiné, jedna nepřímá rampa. Tento typ trojúhelníku není prostorově náročný, je tudíž vhodný tam, kde je omezený prostor, na který lze dálniční křižovatku umístit. Současně je tento typ mimoúrovňové křižovatky vzhledem ke své podobě jedním z konstrukčně nejméně náročných.
S mimoúrovňovou křižovatkou trubkovitého typu se lze setkat ve dvou variantách, nalevo vyvedenou a napravo vyvedenou. U nalevo vyvedené trubkovité křižovatky se pro levé odbočení zaúsťující komunikace napojuje na hlavní komunikaci polopřímou rampou, zatímco nepřímá rampa slouží pro opačné spojení, tedy pro odbočení z hlavní komunikace na zaúsťující. V případě napravo vyvedené trubkovité křižovatky se pro levé odbočení zaúsťující komunikace napojuje naopak skrze nepřímou rampu, zatímco polopřímá rampa slouží k napojení z hlavní komunikace na zaúsťující.
Trubkovitý typ mimoúrovňové křižovatky je vhodný tehdy, pokud se pro jednu relaci předpokládá výrazně nižší dopravní vytížení než pro zbývající dvě a pokud je současně vhodné všechna spojení zachovat. Pro tuto výrazně méně využitou relaci se totiž použije právě ona nepřímá rampa. Dále je tento typ mimoúrovňové křižovatky pro svou prostorovou nenáročnost vhodný tam, kde je omezený prostor. Z obou variant se přitom upřednostňuje nalevo vyvedená trubkovitá křižovatka, neboť u napravo vyvedené trubkovité křižovatky končí příchozí směr zaúsťované komunikace nepřímou rampou, což snižuje bezpečnost a nese s sebou nutnost dopředu umístit varovné prvky.
Příklady tohoto typu provedení mimoúrovňové křižovatky:
- v Česku: dálniční křižovatka Bělotín (nalevo vyvedená), mimoúrovňová křižovatka Ohrazenice (napravo vyvedená), křižovatka pražských ulic Kbelská a Novopacká (napravo vyvedená),
- v Německu: dálniční křižovatka Kirchheimer Dreieck (nalevo vyvedená), dálniční křižovatka Saarlouis (napravo vyvedená), dálniční křižovatka Spreewald (nalevo vyvedená), dálniční křižovatka Werntal (napravo vyvedená),
- v Rakousku: dálniční křižovatka Bruckneudorf (napravo vyvedená), dálniční křižovatka Korneuburg (nalevo vyvedená), dálniční křižovatka Stockerau (napravo vyvedená),
- na Slovensku: dálniční křižovatka Martin (nalevo vyvedená), dálniční křižovatka Púchov-juh (napravo vyvedená), dálniční křižovatka Žiar nad Hronom (nalevo vyvedená),
- v Polsku: dálniční křižovatka Balice I (nalevo vyvedená), dálniční křižovatka Róza (napravo vyvedená).

#### Hruškovitý typ

Mimoúrovňová křižovatka hruškovitého typu

Hruškovitý typ mimoúrovňové křižovatky je charakteristický tím, že zaúsťující komunikace se napojuje přímou rampou pro pravé odbočení a polopřímou rampou pro levé odbočení, přičemž na rozdíl od trojúhelníkového typu obsahuje jen dvě přemostění a má vždy jen dvě patra. Obdobně jako trojúhelníkový typ umožňuje použití ramp s větším poloměrem zakřivení, díky čemuž je možné projetí křižovatky ve vyšší rychlosti, i když ne tak vysoké jako u trojúhelníkového typu. Výhodou hruškovitého typu vůči trojúhelníkovému typu je menší prostorová náročnost a menší počet přemostění (vůči variantě Y), případně nižší počet pater a s tím spojená menší náročnost na výstavbu (oproti variantě T).
Tento typ mimoúrovňové křižovatky je vhodný tehdy, pokud se předpokládá stejné dopravní vytížení na všech ramenech mimoúrovňové křižovatky, tedy tehdy, pokud se nepředpokládá výrazná převaha jedné konkrétní relace. Ačkoliv je tedy vhodný v obdobných případech, kdy je vhodný i trojúhelníkový typ, tak bude hruškovitý typ upřednostněn, pokud je omezen prostor pro umístění křižovatky.
Tento typ je provedením stejný jako turbínový typ. Rozdíl mezi nimi je, že zatímco hruškovitý typ je tříramenná mimoúrovňová křižovatka, tak turbínový typ je typ provedení čtyř- a víceramenné mimoúrovňové křižovatky.
Příklady tohoto typu mimoúrovňové křižovatky:
- v Česku: dálniční křižovatka Sedlice, dálniční křižovatka Vyškov-východ,
- v Německu: dálniční křižovatka Braunschweig-Südwest, dálniční křižovatka Bochum-West,
- v Rakousku: dálniční křižovatka Jettsdorf, dálniční křižovatka Steinhäusl,
- na Slovensku: dálniční křižovatka Žilina-letiště.

#### Nedokončený čtyřlístkový typ

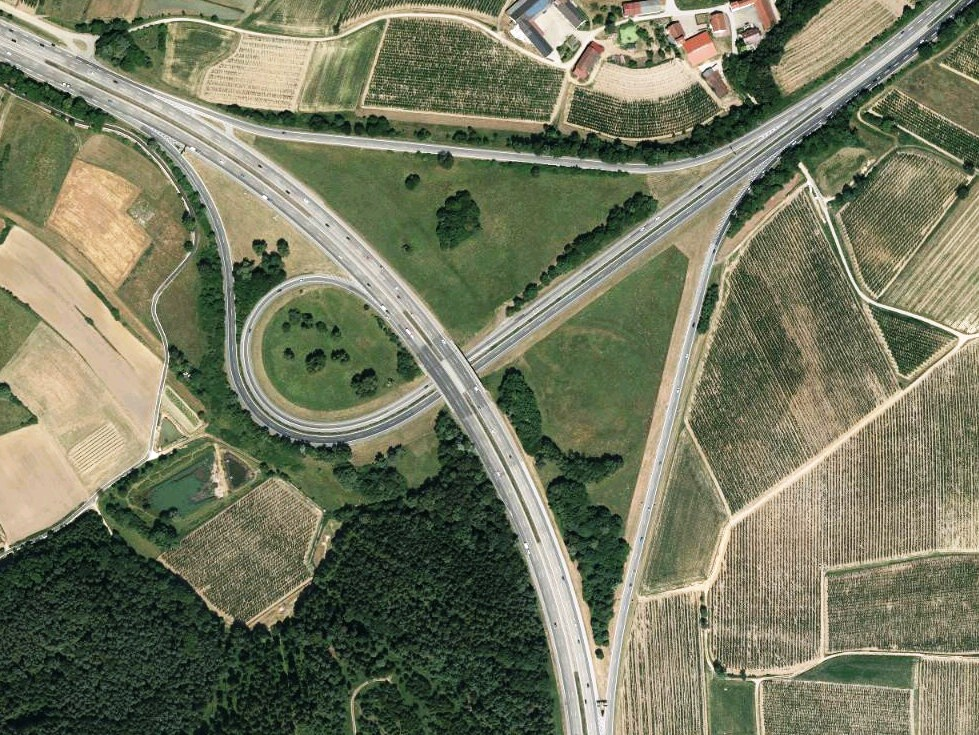
Dálniční křižovatka Holledau provedená jako provizorní trubkovitá s výhledovým dokončením do čtyřlístkového typu

Mimoúrovňová křižovatka v provedení srdcovité varianty nedokončeného čtyřlístku

Mimoúrovňová křižovatka v provedení provizorní trubkovité varianty nedokončeného čtyřlístku

Nedokončený čtyřlístkový typ mimoúrovňové křižovatky se vyznačuje tím, že zaúsťující komunikace je s hlavní komunikací propojena, mimo jiné, dvěma nepřímými rampami. Tento typ představuje spíše výjimku mezi tříramennými mimoúrovňovými křižovatkami, neboť se používá prakticky jen tehdy, pokud má zaúsťující komunikace výhledově pokračovat dál a vytvořit čtvrté rameno křižovatky. Spolu se stavbou tohoto pokračování zaúsťující komunikace by totiž byla křižovatka doplněním zbývajících ramp dostavěna do čtyřlístkového typu.
Existují dvě varianty provedení tohoto typu mimoúrovňové křižovatky, první se pro svůj tvar označuje jako srdcovitá, druhá, vzhledem k podobě s trubkovitým typem křižovatky, jako provizorní trubkovitá. Rozdíl mezi oběma variantami je, že zatímco u srdcovité je pro odbočení z hlavní na zaústěnou komunikaci využitá nepřímá rampa, která k tomu má sloužit i po dostavbě, tak u provizorní trubkovité je pro toto odbočení dočasně využita a upravena přímá rampa, která po dostavbě bude sloužit k odbočení na dostavěný úsek. Provizorní úprava u druhé varianty umožňuje do doby zprovoznění dostavby eliminovat průpletový úsek, který se v případě první varianty nachází již od počátku.
Příklady tohoto typu mimoúrovňové křižovatky:
- v Česku: dálniční křižovatka Satalice (provizorní trubkovitá varianta),
- v Německu: dálniční křižovatka Dortmund-Nordwest (provizorní trubkovitá varianta), dálniční křižovatka Dortmund/Witten (srdcovitá varianta), dálniční křižovatka Holledau (provizorní trubkovitá varianta), dálniční křižovatka Ratingen-Ost (provizorní trubkovitá varianta)
- v Rakousku: dálniční křižovatka Schwechat (srdcovitá varianta)

### Čtyř- a víceramenné mimoúrovňové křižovatky (křížení)
O čtyř- a víceramennou mimoúrovňovou křižovatku se jedná tehdy, pokud se v místě křižovatky sbíhají více než tři komunikace. Zpravidla se jedná o případy, kde se v určitém místě kříží dvě komunikace jdoucí různými směry, v tomto místě lze tedy buď dále pokračovat po téže komunikaci, po které se přijelo ke křižovatce, nebo některým směrem po druhé, křížené komunikaci. Čtyřramenná mimoúrovňová křižovatka má nejčastěji podobu písmene "X".
Čtyř- a víceramenná mimoúrovňová křižovatka se označuje jako křížení. Kříží-li se v jejím místě dálnice, označuje se jako dálniční křížení. V některých státech, jako jsou například Německo nebo Švýcarsko, je označení křížení obsaženo přímo v názvu mimoúrovňové křižovatky (Kreuz). Naproti tomu v Česku, na Slovensku nebo v Rakousku označení, že jde o křížení přímo v názvu mimoúrovňové křižovatky obsaženo není.
Podle podoby se rozlišuje sedm základních typů provedení čtyř- a víceramenné mimoúrovňové křižovatky. Jednotlivé typy provedení se mezi sebou liší zejména svou prostorovou náročností, nejvyšší možnou rychlostí průjezdu křižovatkou, jakož i náročností na výstavbu (zejména počtem a délkou mostních objektů). Odlišnosti mezi jednotlivými typy se projeví i vzhledem k úhlu, pod kterým se komunikace kříží, neboť pro určité úhly jsou některé typy provedení nevhodné, resp. složitě realizovatelné. Vedle základních typů existují i různé smíšené typy, kombinace dvou nebo více základních typů. Pokud mimoúrovňová křižovatka neodpovídá žádnému ze základních nebo upravených základních a nejedná-li se ani o smíšení různých typů, pak se taková mimoúrovňová křižovatka označuje jako špagetová.
Čtyř- a víceramenná mimoúrovňová křižovatka může (v kterémkoliv svém provedení) existovat buď v úplném provedení, tedy, že z každého směru lze pokračovat kterýmkoliv z ostatních směrů, nebo v neúplném provedení, tedy, že alespoň z jednoho směru lze pokračovat pouze jedním nebo některými ze zbývajících směrů (jedna nebo více ramp chybí). Jako příklad čtyř- a víceramenné mimoúrovňové křižovatky v neúplném provedení lze uvést křižovatky Gambacher Kreuz a Köln-Heumar.

#### Čtyřlístkový typ

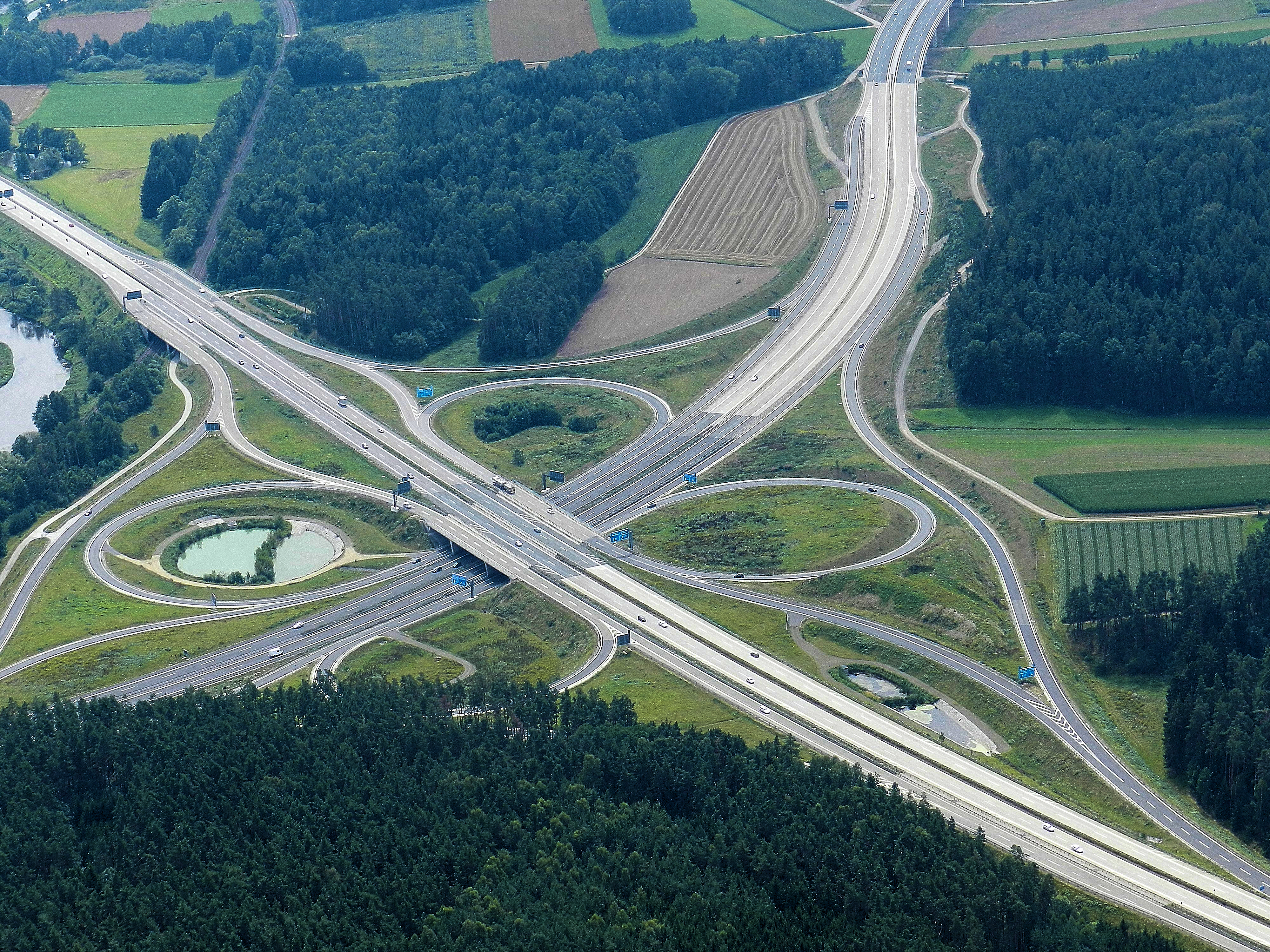
Dálniční křižovatka Oberpfälzer Alb

Mimoúrovňová křižovatka čtyřlístkového typu

Čtyřlístkový typ mimoúrovňové křižovatky se vyznačuje tím, že levá odbočení jsou na všech příjezdových komunikacích provedena prostřednictvím nepřímých ramp. Jedná se o základní a současně i nejstarší používaný typ čtyřramenné mimoúrovňové křižovatky (nejstarší zprovozněná dálniční křižovatka v Evropě, Schkeuditzer Kreuz, je provedena jako čtyřlístkový typ). Výhodou tohoto typu je jednoduchá konstrukce (jediná, relativně krátká mostovka) a relativně nízké požadavky na prostor. Za výhodu lze označit i skutečnost, že toto provedení křižovatky umožňuje i násobné odbočení, neboť nepřímé rampy jsou napojeny a zaústěny tak, že společně vytváří uzavřený okruh. Nevýhodou je omezená kapacita způsobená průpletovými úseky, na nichž se musí vykřížit připojující proud s odbočujícím proudem, což může v extrémních případech vést až ke vzniku kolon. Další nevýhodou je snížená bezpečnost, neboť v průpletovém úseku dochází při vykřížení ke zkrácení bezpečných rozestupů mezi vozidly.
Tento typ je vhodný zejména pro ty mimoúrovňové křižovatky, u kterých se nepředpokládá natolik vysoké vytížení nepřímých ramp a průpletových úseků, při kterém by se projevil nejvážnější nedostatek tohoto typu mimoúrovňové křižovatky.
Úpravy
Základní podoba čtyřlístkové mimoúrovňové křižovatky se dočkala mnoha úprav, které měly minimalizovat nevýhody tohoto typu provedení mimoúrovňové křižovatky. Nejvíce úprav se týkalo průpletových úseků, neboť ty představují jeho největší slabinu.
První úpravou je zvětšení poloměru zakřivení nepřímé rampy. Větší poloměr zakřivení totiž umožní vyšší průjezdní rychlost, a tedy i zvýšení plynulosti dopravy v místě křižovatky. Dalším přínosem bylo navýšení kapacity rampy, což mimo jiné pomáhalo zmírňovat nepříznivé následky vzniku kolon v průpletovém úseku v místě zaústění upravené rampy (pokud kolony nebyly dlouhé, mohla je zcela pojmout rampa). Obvyklý poloměr zakřivení nepřímých ramp je 80 až 100 metrů, zvětšený může být až na 200 metrů.
Další úpravou bylo nahrazení průpletu přemostěním. Přemostěním kolektoru přes připojující nepřímou rampu došlo k přehození pořadí obou jízdních pruhů, čímž jízdní pruh z připojující nepřímé rampy bez dalšího pokračoval jako připojovací pruh, zatímco původně odbočovací pruh dále pokračoval a zaúsťoval do odbočující nepřímé rampy.
Zvýšení bezpečnosti a plynulosti dopravy přinese i další úprava, prodloužení průpletového úseku. Čím je totiž průpletový úsek delší, tím je více prostoru pro změnu jízdního pruhu. Prodloužení průpletového úseku se dosáhne úpravou tvaru nepřímé rampy tak, aby využila co nejvíce prostoru ohraničeného přímou rampou. Nevýhodou této úpravy je, prudší zatočení upravené nepřímé rampy oproti původní.
Jinou možností úpravy je provedení mimoúrovňové křižovatky v neúplné podobě, tedy vypuštěním některých ramp, u nichž se očekává mizivé využití, nebo které nahradí jiné propojení, jež je součástí předchozí nebo následující mimoúrovňové křižovatky.
Výraznější úpravou je nahrazení původní nepřímé rampy novou polopřímou rampou. Tím dojde jednak ke zvýšení rychlosti průjezdu ve směru, který novou rampu využívá, jednak k odstranění dvou průpletových úseků, a to toho, ze kterého se původní nepřímá rampa odpojovala, a toho, do něhož zaúsťovala.
Příklady tohoto typu mimoúrovňové křižovatky:
- v Česku: dálniční křižovatka Brno-jih (základní podoba), mimoúrovňová křižovatka Cheb-západ (nahrazení jedné nepřímé rampy rampou polopřímou), mimoúrovňová křižovatka Litice (základní podoba)
- v Německu: dálniční křižovatka Frankfurter Kreuz (s průplety nahrazenými přemostěním), dálniční křižovatka Kamener Kreuz (s nahrazením jedné nepřímé rampy rampou přímou), dálniční křižovatka Mannheim (základní podoba)
- v Rakousku: dálniční křižovatka Mattersburg (základní podoba)
- na Slovensku: mimoúrovňová křižovatka Trnava (základní podoba)

#### Typ maltézského kříže

Mimoúrovňová křižovatka typu maltézského kříže

Typ maltézského kříže mimoúrovňové křižovatky je charakteristický využitím polopřímých ramp pro levé odbočení, přičemž tyto polopřímé rampy mají (ve srovnání s turbínovým a větrníkovým typem) velký poloměr zakřivení a minimální nebo žádné zakřivení doprava. Výhodou tohoto typu mimoúrovňové křižovatky je umožnění relativně vysoké rychlosti průjezdu křižovatkou i při odbočení vlevo, nepřítomnost průpletových úseků a s tím spojená vyšší bezpečnost a plynulost při průjezdu křižovatkou. Nevýhodou je velká konstrukční náročnost, neboť (ve srovnání s turbínovým a větrníkovým typem) potřebuje křižovatka typu maltézského kříže pro vykřížení obou hlavních tahů a všech ramp nejméně čtyři patra.
Tento typ mimoúrovňové křižovatky je vhodný tam, kde se předpokládá vysoké dopravní vytížení a pokud se předpokládá rovnoměrné vytížení všech ramen a směrů a pokud se hlavní komunikace kříží pod pravým úhlem.
Příklady tohoto typu mimoúrovňové křižovatky:
- v Německu: dálniční křižovatka Wetzlarer Kreuz
- v Nizozemsku: dálniční křižovatka Prins Clausplein
- ve Spojeném království: dálniční křižovatka Merstham Interchange, dálniční křižovatka Thorney

#### Turbínový typ

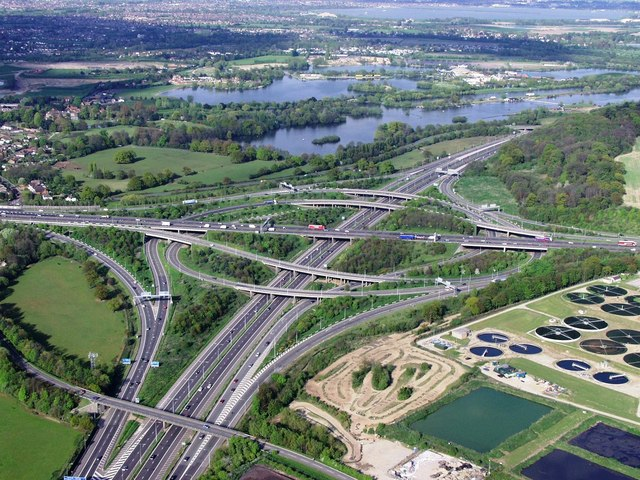
Dálniční křižovatka Thorpe u Londýna

Mimoúrovňová křižovatka turbínového typu

Turbínový typ mimoúrovňové křižovatky je charakteristický využitím polopřímých ramp pro levé odbočení, přičemž jejich poloměr zakřivení je menší než u typu maltézského kříže, avšak stále větší než u větrníkového typu. Dále je pro vedení polopřímých ramp u turbínového typu příznačné výraznější zakřivení doprava na jejich začátku. Obdobně jako u typu maltézského kříže je výhodou umožnění projetí křižovatkou při levém odbočení poměrně vysokou rychlostí (i když vzhledem k menšímu poloměru zakřivení ne tak vysokou jako u typu maltézského kříže), nepřítomnost průpletových úseků, jakož i s tím spojená plynulost a vyšší bezpečnost dopravy. Na rozdíl od typu maltézského kříže je další výhodou turbínového typu to, že pro vykřížení všech směrů stačila pouze dvě patra, neboť jednotlivé rampy nevedou přes sebe, nýbrž proplétají se mezi sebou. Nevýhodou tohoto typu potom je značná konstrukční náročnost, zejména dlouhé mostní konstrukce pro všechny rampy, a ve srovnání s čtyřlístkovým typem vyšší prostorové nároky
Tento typ mimoúrovňové křižovatky je, stejně jako typ maltézského kříže vhodný tam, kde se předpokládá vysoké dopravní vytížení a pokud se předpokládá rovnoměrné vytížení všech ramen a směrů.
Úpravy
Turbínový typ se dočkal několika úprav, jež měly za cíl zejména snížit velké požadavky na konstrukční náročnost. Těmito úpravami vznikají smíšené typy, kdy část křižovatky (ty relace, na nichž se očekává vysoké dopravní vytížení) odpovídá turbínovému typu, zatímco zbývající část, na níž se předpokládá nízké dopravní vytížení, odpovídá čtyřlístkovému typu.
Příklady tohoto typu dálniční křižovatky:
- v Belgii: dálniční křižovatka Dassoulx (základní podoba), dálniční křižovatka Zaventhem-Henneaulaan (základní podoba)
- v Česku: dálniční křižovatka Horní Počernice (smíšený typ), dálniční křižovatka Modletice (smíšený typ), dálniční křižovatka Třebonice (smíšený typ)
- v Nizozemsku: dálniční křižovatka Kethelplein (smíšený typ)
- v Polsku: dálniční křižovatka Wroclaw Poludnie (smíšený typ)
- ve Spojeném království: dálniční křižovatka Thorpe (základní podoba)

#### Větrníkový typ

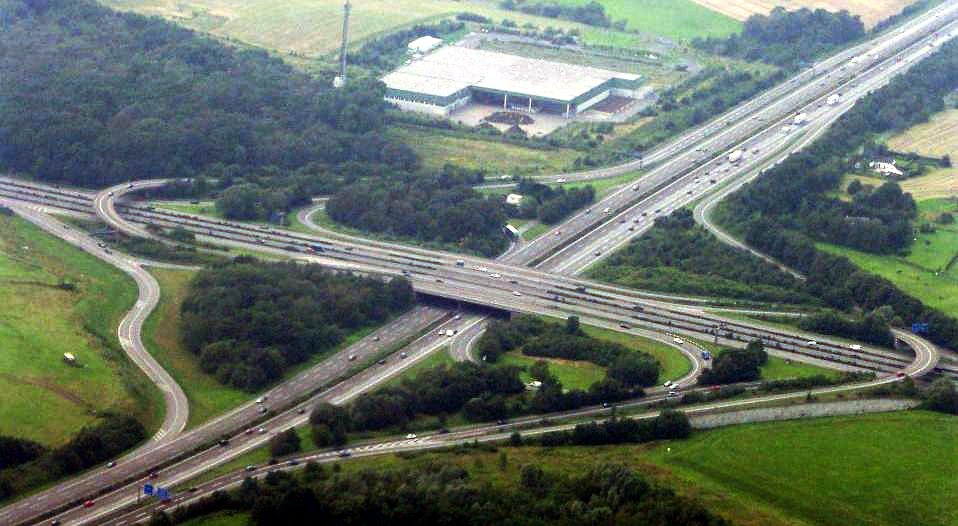
Dálniční křižovatka Breitscheid u Düsseldorfu

Mimoúrovňová křižovatka větrníkového typu

Pro větrníkový typ mimoúrovňové křižovatky je charakteristické využití polopřímých ramp pro levé odbočení, stejně jako pro typ maltézského kříže a pro turbínový typ. Od nich se tento typ liší, tím jak jsou nepřímé rampy vedeny. Ve srovnání s typem maltézského kříže a turbínovým typem jsou totiž výrazně zakřiveny doprava a následně mnohem výrazněji stočeny doleva pro zaústění do křížené komunikace. Vzhledem k vedení nepřímých ramp je rychlost, kterou po nich lze křižovatku projet, nižší než u obou typů, avšak nižší jsou rovněž nároky na výstavbu, neboť mostní konstrukce, po nichž rampy procházejí, jsou ve srovnání s oběma typy nejkratší. Výhodou větrníkového typu je, stejně jako u typu maltézského kříže a větrníkového typu, absence průpletů a s tím spojená vyšší plynulost a bezpečnost provozu.
Tento typ mimoúrovňové křižovatky je vhodný tehdy, pokud se předpokládá takové vytížení na jednotlivých rampách, pro které by čtyřlístkový typ již nebyl vhodný.
Větrníkový typ mimoúrovňové křižovatky je užíván velmi zřídka, neboť na jedné straně mu konkuruje turbínový typ s lepšími parametry a na druhé straně mu konkuruje čtyřlístkový typ s jednoduchou konstrukcí, zejména menším počtem mostních konstrukcí. Do roku 1997 měla podobu větrníkového typu dálniční křižovatka Vaanplein.
Úpravy

U větrníkového typu je známá jedna jeho úprava, kterou se sníží počet mostních konstrukcí z pěti na tři. Touto úpravou vzniká smíšený typ, kdy polovina křižovatky odpovídá větrníkovému typu a zbytek křižovatky odpovídá čtyřlístkovému typu.

Smíšený typ složený z jedné poloviny z větrníkového typu a z jedné poloviny z čtyřlístkového typu (např. dálniční křižovatka Mönchengladbach)

Příklady tohoto typu dálniční křižovatky:
- v Německu: dálniční křižovatka Bonn/Siegburg (smíšená podoba), dálniční křižovatka Breitscheid (smíšená podoba), dálniční křižovatka Herne (smíšená podoba), dálniční křižovatka Mönchengladbach (smíšená podoba)

#### Prstencový typ

Mimoúrovňová křižovatka prstencového typu

Prstencový typ mimoúrovňové křižovatky se vyznačuje tím, že odbočení je realizováno přes kruhový objezd. Do něj vyúsťují odbočovací rampy ze všech směrů a odpojují se z něj všechny rampy napojující se do všech směrů. To znamená, že od hlavní komunikace se v každém jízdním směru odpojuje právě jedna rampa, která tudíž slouží jak pro pravé tak i levé odbočení, a napojuje se také právě jedna rampa. Výhodou tohoto typu je, že jej lze použít při jakémkoliv úhlu křížení komunikací a že patří mezi konstrukčně a prostorově méně náročné typy. Nevýhodou ovšem je existence průpletových úseků uvnitř kruhového objezdu, a to pro všechny odbočující směry, jakož i nižší kapacita, nižší průjezdová rychlost a nižší plynulost a bezpečnost provozu ve srovnání s jinými typy mimoúrovňových křižovatek.
Tento typ mimoúrovňové křižovatky je vhodný tehdy, pokud kvůli úhlu křížení komunikací lze jiný typ použít jen s neúměrně vysokými náklady, a když se nepředpokládá vysoké dopravní vytížení pro odbočovací směry (tedy vysoké dopravní vytížení kruhového objezdu a jeho průpletových úseků).
Tento typ mimoúrovňové křižovatky se často používá v Česku, kde je upřednostňován před čtyřlístkovým typem, a ve Spojeném království.
Úpravy
Prstencový typ byl předmětem úprav, které měly zmírnit nebo odstranit jeho nevýhody.
První úprava má za cíl odlehčit průpletovým úsekům na kruhovém objezdu přidáním oddělených přímých ramp pro pravé odbočení. Tyto rampy odvedou vozidla odbočující doprava mimo samotný kruhový objezd, čímž se tato vozidla zcela vyhnou nutnosti projet průpletovým úsekem.
Další úpravy řeší situace, kdy tento typ mimoúrovňové křižovatky již kapacitně nevyhovuje. Prstencový typ lze totiž vcelku snadno přestavět na turbínový typ.
Příklady tohoto typu dálniční křižovatky:
- v Česku: mimoúrovňová křižovatka Borek (základní podoba), mimoúrovňová křižovatka Místecká (základní podoba), mimoúrovňová křižovatka Rudná (základní podoba)
- v Německu: dálniční sjezd Landsberg am Lech (základní podoba)
- ve Spojeném království: dálniční křižovatka Leicester (South) (základní podoba), dálniční křižovatka Lofthouse Interchange (základní podoba), dálniční křižovatka Tarbock Island (základní podoba), dálniční křižovcatka Simister Interchange (upravená podoba)

#### Sdružený trubkovitý typ

Mimoúrovňová křižovatka sdruženého trubkovitého typu

Sdružený trubkovitý typ představuje první ze dvou zvláštních typů čtyř- a víceramenné mimoúrovňové křižovatky. Jedná se totiž o dvě tříramenné mimoúrovňové křižovatky trubkovitého typu, které jsou spolu přímo propojeny. Díky tomu lze z jedné zaúsťující komunikace přejet do druhé přímo, tedy. bez nutnosti použít, byť na krátkou vzdálenost, hlavní komunikaci, jak by tomu bylo v případě dvou poblíž se nacházejících samostatných tříramenných mimoúrovňových křižovatek trubkovitého typu.
Tento typ mimoúrovňové křižovatky je vhodný zejména v situacích, kdy jsou obě zaúsťující komunikace od sebe natolik vzdálené, že jejich přímé propojení by bylo obtížně realizovatelné, nebo kdy se předpokládá, že většina vozidel přijíždějících ke křižovatce po některé ze zaúsťujících komunikací bude dále odbočovat na hlavní komunikaci a že jen menšina jich bude pokračovat na druhou zaúsťující komunikaci.
Příklady tohoto typu mimoúrovňové křižovatky:
- v Německu: dálniční křižovatka Gießener Nordkreuz
- ve Švédsku: mimoúrovňová křižovatka Järnbrott (v jižní části Göteborgu)

#### Kvadrantní typ

Mimoúrovňová křižovatka kvadrantního typu

Kvadrantní typ představuje druhou ze dvou zvláštních typů čtyř- a víceramenné mimoúrovňové křižovatky. Obdobně jako u sdruženého trubkovitého typu se totiž jedná o dvě spojené tříramenné mimoúrovňové křižovatky. Na každé křížící se komunikaci se nachází po jedné tříramenné mimoúrovňové křižovatce; ty jsou potom spojeny krátkou spojkou. Obě křížící se komunikace tedy nejsou propojeny pro každý směr samostatnými rampami, které by se z jedné křížící se komunikace odpojovaly a do druhé připojovaly, nýbrž jsou propojeny prostřednictvím krátké spojky, která začíná tím, že se sbíhají všechny rampy odbočující z jedné křížící se komunikace a končí tím, že se rozděluje v jednotlivé rampy, které se připojují do druhé křížící se komunikace.
Tento typ mimoúrovňové křižovatky je vhodný zejména při křížení dvou komunikací v místě, v němž je nedostatek volného prostoru, neboť pro tento typ stačí, je-li místo v jediném kvadrantu, tj. jediné části ohraničené křížícími se komunikacemi. Rovněž se tento typ často používá v situacích, kdy se kříží dálnice zpoplatněná mýtem a dálnice nezpoplatněná, neboť spojka je vhodné místo pro mýtnici (například v Itálii a Polsko).
Příklady tohoto typu mimoúrovňové křižovatky:
- v Německu: dálniční křižovatka Kaiserberg, dálniční křižovatka Leverkusen-West
- v Polsku: dálniční křižovatka Jordanowo, dálniční křižovatka Poznań-Zachód, dálniční křižovatka Rzeszów-Zachód

## Historie
První návrh mimoúrovňového křížení komunikací je připisován americkému stavebnímu inženýrovi Arthurovi Haleovi, který si nechal v roce 1916 patentovat. Mimoúrovňová křižovatka v tomto návrhu měla podobu čtyřlístkového typu, který se vyznačoval ostře stočenými nepřímými rampami, jež šlo projíždět jen nízkou rychlostí.
V Evropě je první návrh mimoúrovňové křižovatky dvou komunikací připisován Švýcarovi Willymu Sarbachovi, který si jej nechal patentovat roku 1928. Jeho návrh, mimoúrovňová křižovatka čtyřlístkového typu, byla představena coby možné řešení pro Projekt HaFraBa, jehož cílem bylo vybudovat rychlostní silniční tah spojující města Hamburk, Frankfurt nad Mohanem a Basilej, který by se s ostatními komunikacemi křížil výhradně bez křižných bodů.
První čtyřramenná mimoúrovňová křižovatka byla zprovozněna roku 1929 u města Woodbridge ve Spojených státech amerických (ve státě New Jersey). První čtyřramenná dálniční křižovatka, tedy první čtyřramenná mimoúrovňová křižovatka dvou dálnic, byla zprovozněna v roce 1936, šlo o dálniční křižovatku Schkeuditzer Kreuz v Německu. V té době byly ve výstavbě ještě dálniční křižovatka Hermsdorfer Kreuz, dálniční křižovatka Kamener Kreuz a dálniční křižovatka Frankfurter Kreuz, ovšem zatímco první jmenovaná byla zprovozněna již roku 1938 jako druhá v pořadí, tak zbývající dvě byly zprovozněny až v 50. a 60. letech 20. století.
V Česku je nejstarší dálniční křižovatkou, tedy čtyřramennou mimoúrovňovou křižovatku dvou dálnic dálniční křižovatka Brno-jih, která byla zprovozněna částečně v roce 1978 a zcela roku 1983, kdy byl uveden do provozu navazující úsek dálnice D1 směrem na východ.